# Observatório da Extrema Direita
O Observatório da Extrema Direita (OED) é um centro brasileiro de pesquisas sobre a extrema direita vinculado à Universidade Federal de Juiz de Fora e ao Conselho Nacional de Desenvolvimento Científico e Tecnológico (CNPq).  É dedicado ao estudo das novas dinâmicas de organização e ação e as novas manifestações da extrema direita contemporânea em nível nacional e mundial. Entre os temas de pesquisa estão as diversas manifestações da direita extrema no que se refere aos costumes, como a sexualidade, o negacionismo histórico e as respostas dadas à pandemia de COVID-19. Também fazem parte de sua atuação o monitoramento de lideranças e movimentos de extrema direita por todo o mundo.
O observatório foi formalizado em 2020, a partir da iniciativa do professor e pesquisador da PUC de São Paulo David Magalhães, que coordena o projeto ao lado de Odilon Caldeira Neto, Guilherme Casarões e Isabela Kalil. Outras pessoas envolvidas são Esther Solano, Claudio Couto e David Nemer.